# Głasica
Głasica – część miasta Nowego Dworu Mazowieckiego (SIMC 0921154), w województwie mazowieckim, w powiecie nowodworskim. Leży na Modlinie, czyli północno-zachodniej części Nowego Dworu, rozpościerającej się na prawym brzegu Narwi i Wisły. Graniczy ze Starym Modlinem. Do 1961 samodzielna miejscowość.
W latach 1867–1952 wieś w gminie Pomiechowo w powiecie warszawskim; 20 października 1933 utworzono gromadę Modlin Stary w granicach gminy Pomiechowo, składającą się z wsi Modlin Stary i wsi Głasica.
W związku z utworzeniem powiatu nowodworskiego 1 lipca 1952, gminę Pomiechowo zniesiono, a Głasicę (w obrębie gromady Stary Modlin) włączono do nowo utworzonej gminy Modlin.
W związku z reorganizacją administracji wiejskiej jesienią 1954 Głasica (w obrębie gromady Stary Modlin) weszła w skład nowo utworzonej gromady Modlin Stary, składającej się Modlina Starego, Bronisławki i Modlina.
31 grudnia 1961 z gromadę Modlin Stary wyłączono  miejscowości Modlin Stary (z Głasicą), Modlin-Lotnisko i Modlin-Twierdza i włączono je Nowego Dworu Mazowieckiego, a pozostały obszar gromady Modlin Stary przekształcono w gromadę Nowy Modlin.